# Єзуїтські школи
Єзуїтські школи (колегії, колегіуми) — навчальні заклади, які організовували і якими опікувалися члени ордену єзуїтів. Наступного року, як єзуїти з'явилися в Польщі, вони відкрили першу колегію в Брунсберзі (1565), а невдовзі за підтримки місцевих магнатів поширили свою місіонерську та освітянську діяльність на українські землі Речі Посполитої. Перша єзуїтська колегія на українських землях була відкрита 1575 в Ярославі (1575—1773; нині місто в Польщі; тут учився свого часу і Б. Хмельницький). Упродовж 16–18 ст. були засновані й діяли також колегії в містах Львів (1608—1773), Луцьк (1608—1773), Острог (1626/27–1773), Бар (1646–66, 1749–73), Фастів (1625; 1647–48 переведена до Києва), Переяслав (1636–48), Кам'янець (1610–72, 1700–73; нині м. Кам'янець-Подільський), Вінниця (1630–48, 1732–73), Ксаверів (1647–48; нині село Малинського р-ну Житомир. обл.), Кросно (1631—1773), Перемишль (1626–27, 1654—1773; нині обидва міста в Польщі), Овруч (1685—1773), Красностав (1688—1773), Самбір (1702–73), Кременець (1712–73), Станіслав (1716–73; нині м. Івано-Франківськ), Житомир (1747–73).
За навчальними програмами колегії поділялися на неповні (нижчого рівня) та повні (вищого рівня). Неповними були п'ятикласні колегії, що давали освіту з «семи вільних наук» — граматики, поетики, риторики, арифметики, геометрії, діалектики й музики. Головним предметом була латинська мова, якою викладалися всі інші дисципліни. Також вивчалися грецька, а в Луцькій колегії ще й руська (українська) мови. До програм повних колегій входили ще дво- або трирічний курс філософії та чотирирічний курс теології. Філософію вивчали світські студенти, курс теології був призначений для майбутніх священників та членів самого ордену.
Учні колегій походили з різних суспільних станів, але здебільшого це були діти зі шляхетських (див. Шляхта) та міщанських (див. Міщани) родин, а також духовенства. В Є.ш. навчались діти різних конфесій — католики, православні (переважно в 1-й пол. 17 ст.) та унійці (зокрема у Львові у 2-й пол. 18 ст.).
У 17–18 ст. при колегіях виникають конвікти (інтернати) для незаможної шляхетської молоді; вони існували в Кам'янці (1614–72, 1714–73), Острозі (1640), Львові (1709), Луцьку (1752), Кросні (1766), Вінниці (1754), Кременці (1749–50).
У 18 ст. на базі шляхетських конвіктів були відкриті платні лицарські академії для синів магнатів та заможної шляхти у Львові (1749) та Острозі (1751). Програма академій відповідала завданням підготовки майбутніх чиновників і включала французьку та німецьку мови, політику, економічні науки, юриспруденцію, історію, військову та цивільну архітектуру, а також власне «лицарські науки» — фехтування, танці, їзду верхи.
1759 у Львові єзуїтами був відкритий університет (академія). Однак через протидію Краківського університету та Замойської академії невдовзі його позбавили права надавати випускникам академічні ступені, що вважалося прерогативою вищих навчальних закладів.
Усі колегії мали свої бібліотеки. На жаль, жодна з них не збереглася цілісно як окреме зібрання. Найбагатшими були бібліотеки Львів., Ярославської, Острозької, Луцької та Перемишльської колегій. Майже при всіх колегіях діяли бурси, шкільні театри та аптеки. При Львівській та Перемишльській колегіях функціонували друкарні: Львівська була заснована 1615, але почала інтенсивно працювати від 1642, Перемишльська діяла від 1757. Тут видавали літературу релігійного змісту, підручники та навчальні посібники з історії, географії, філософії, архітектури. Серед викладачів колегій були відомі у свій час педагоги Т. Сєкєжинський (1720–77), Л. Гошовський (1732—1802), Григорій Пірамович, Я.-П. Лойко, С.-А.Сєраковський (1743—1824). Проповідником у Львові та Красноставі був Каспер Несецький (1682—1744; саме у Красноставській колегії він працював над своєю «Короною Польською», яка була видана у Львові 1728–43).
Після того, як 21 липня 1773 папа Климент XIV буллою «Dominus ас Redemptor» розпустив орден єзуїтів, маєтності ордену та їхні школи в Речі Посполитій були описані та передані у відання Едукаційної комісії 1773—1794.
Колишні колегії на українських землях, що опинилися після 1-го поділу Польщі 1772 (див. Поділи Польщі 1772, 1793, 1795) у складі Австрії, були перетворені на світські школи (Кросно, Ярослав) та гімназії (Самбір, Перемишль, Станіслав). 1773 Львівську академію було закрито. На її базі відкрили гімназію.